# دهستان کله‌بوز شرقی
کله‌بوز شرقی یکی از دهستان‌های استان آذربایجان شرقی است که در بخش مرکزی شهرستان میانه واقع شده‌است.